# Штайнер, Гюнтер
Гюнтер Штайнер (итал. и нем. Günther Steiner; род. 7 апреля 1965) — итальянский конструктор и менеджер в автомобильном спорте. До 10 января 2024 года технический директор американской команды Haas Формула 1. Ранее работал в Red Bull, а также в качестве исполнительного директора Jaguar.

## Биография

### 1986—2001
Гюнтер Штайнер родился в северо-итальянском курортном городе Мерано в семье мясника. В юности начал учиться на инженера, но учёбу не закончил. После службы в армии переехал в Бельгию, где начал карьеру механика на чемпионате мира по ралли Mazda Rally Team. С 1989 по 1990 годы Штайнер работал помощником руководителя команды в Top Run Srl. В период с 1991 по 1996 годы работал техническим менеджером в Jolly Club. В 1997 году Штайнер возглавил ралли-команду Prodrive Allstar и выиграл европейский чемпионат мира по ралли с
Кшиштофом Холовчыцем. В 1998 году он был нанят M-Sport в качестве менеджера проекта. В 2000 году он был повышен до главы инженеров в команде Ford World Rally, там он работал с гонщиками Колином Макрей и Карлосом Сайнсом.

### 2001—2003
Штайнер пришёл в Формулу-1 в 2001 году, когда недавно назначенный руководитель команды Jaguar Racing Ники Лауда поставил его на должность управляющего директора. Штайнер отвечал за инженерную часть команды в Милтон-Кинсе, в то время как директор по стратегии Джон Эллисон занимался административными задачами.
Штайнер реорганизовал команду и сократил расходы во время своего пребывания в должности. Однако, команда показала низкие результаты в сезоне 2002 года, с ведущим гонщиком Эдди Ирвайном, претендующим только на 8 чемпионских очков, в то время как партнер по команде Педро де ла Роса не смог заработать очков и материнская компания Ford уволила Лауду 26 ноября, прежде чем сократить ещё 70 членов команды.
5 декабря Jaguar объявила, что Штайнер был заменен менеджером проекта Дэвидом Питчфортом в рамках реструктуризации. Хотя новое руководство Jaguar предложило Штайнеру другую должность в команде, он в конечном счете отказался и провел сезон 2003 года в отпуске, прежде чем заменить Виета Уидекопера на посту технического директора в Opel Performance Center в ноябре того же года.

### 2005—2008
После того, как Red Bull купил команду Jaguar Racing в ноябре 2004 года, Штайнер был приглашен в Red Bull Racing. Планы Opel уйти из Deutsche Tourenwagen Masters в конце 2005 года мотивировали его возвращение в команду из Милтон-Кинса. Его назначение техническим директором было подтверждено 13 января 2005 года.
Штайнер и руководитель команды Кристиан Хорнер совместно привели экипировку к улучшенным результатам в сезоне 2005 года, но когда Red Bull переманил победившего в чемпионате технического директора Адриана Ньюи из McLaren, владелец команды Дитрих Матешиц обратился к Штайнеру, чтобы помочь создать команду NASCAR в Соединенных Штатах. Чувствуя, что команда F1 стала переполненной, Штайнер проконсультировался со своей женой и согласился переехать в Мурсвилл, Северная Каролина, где он служил техническим директором команды Red Bull с 1 апреля 2006 по апрель 2008 года.

### С 2014
Штайнер остался в Мурсвилле после ухода из Red Bull, где в январе 2009 года основал производственную компанию Fibreworks Composites.
Пока создавалась американская команда F1, Штайнер встретился с Джо Кастером и Джином Хаасом из Stewart-Haas Racing, которые отказались инвестировать в проект, в стейкхаусе. Он предложил им самим войти в F1, заказав автомобиль клиента у известного конструктора, но задержки с получением одобрения побудили их подать заявку на въезд в качестве команды каперов. Штайнер, описанный как «главный механик» автоспортивным изданием Autosport, набрал основной персонал, опросил каждого члена команды и развил партнерские отношения с аутсорсерами Dallara и Ferrari. 14 апреля 2014 года он был официально объявлен главным тренером вновь созданной команды Haas F1 Team.
С их вступлением в сезоне 2016 года Haas стал первым американским конструктором, который участвовал в соревнованиях F1 за последние 30 лет. Команда набрала 8 очков на Гран-при Австралии 2016 года с 6-м местом финиша гонщика Ромена Грожана, став первым американским участником и первым конструктором в целом с Toyota Racing в 2002 году, в своей дебютной гонке. Хаас завершил сезон с 8-м местом в турнирной таблице конструкторов 2016 года и 29 очками, набранные Грожаном.

### Личная жизнь
Гюнтер Штайнер имеет итальянское и американское гражданство и проживает в американском городе Мурсвилл со своей женой Гертрудой. Имеет дочь Грету.